# رندان مست
رندان مست دومین آلبوم محمدرضا شجریان در سال ۱۳۸۸ است. این آلبوم که در دستگاه همایون اجرا شده از ۷ شهریور ۱۳۸۸ به بازار آمده‌است. رندان مست شامل ۹ آهنگ و توسط محمدرضا شجریان، مجید درخشانی و گروه شهناز اجرا شده‌است.

## آهنگ‌ها

### دیدار
آهنگساز: مجید درخشانی / زمان: ۶:۵۷

### زنگ شتر
برگرفته از ردیف میرزا عبدالله / زمان: ۱:۴۳

### چو بشنوی سخنِ اهلِ دل، مگو که خطاست
غزل حافظ / مدت: ۸:۳۱
(درآمد همایون)
چو بشنوی سخنِ اهلِ دل، مگو که خطاست
چو بشنوی سخنِ اهلِ دل، مگو که خطاست.
سخن‌شناس نِه ای دلبرا، خطا این‌جاست.
(جمله دوم درآمد همایون)
در اندرونِ منِ خسته‌دل ندانم کیست
که من خموشم و او در فَغان و در غوغاست. 
(چکاوک)
دلم ز پرده برون شد، کجایی ای مطرب؟
دلم ز پرده برون شد، کجایی ای مطرب؟
بنال، هان! که از این پرده کار ما به نواست.
(جامه دران و فرود به همایون)
مرا به کار جهان هرگز التفات نبود
مرا به کار جهان هرگز التفات نبود
رخ تو در نظر من چنین خوشش آراست.

### چشم یاری (تصنیف)
شعر: غزل حافظ / آهنگساز: محمدرضا شجریان / تنظیم: مجید درخشانی / مدت: ۱۰:۴۹
ما ز یاران چشم یاری داشتیم

ما ز یاران چشم یاری، چشم یاری داشتیم
خود غلط بود آنچه می‌پنداشتیم
ما ز یاران چشم یاری، چشم یاری داشتیم
خود غلط بود آنچه می‌پنداشتیم، آنچه می‌پنداشتیم
تا درخت دوستی بر کی دهد

تا درخت دوستی بر کی دهد
حالیا رفتیم و تخمی کاشتیم
گفت و گو آیین درویشی نبود، آیین درویشی نبود

گفت و گو آیین درویشی نبود، آیین درویشی نبود
ور نه با تو ماجراها، ماجراها داشتیم
شیوهٔ چشمت فریب جنگ داشت

شیوهٔ چشمت فریب جنگ داشت
ما ندانستیم، ندانستیم و صلح انگاشتیم
گلبن حسنت نه خود شد دلفروز

گلبن حسنت نه خود شد دلفروز
ما دم همت، دم همت بر او بگماشتیم
شیوهٔ چشمت فریب جنگ داشت

شیوهٔ چشمت فریب جنگ داشت
ما ندانستیم، ندانستیم و صلح انگاشتیم
نکته‌ها رفت، نکته‌ها رفت، نکته‌ها رفت و شکایت کس نکرد
جانب حرمت فرونگذاشتیم
گفت خود دادی به ما دل حافظا
ما محصل بر کسی نگماشتیم
ما محصل بر کسی نگماشتیم

### مرا به کار جهان هرگز التفات نبود
شعر: غزل حافظ / مدت: ۹:۲۰
(بیداد)
مرا به کار جهان هرگز التفات نبود
مرا به کار جهان هرگز التفات نبود ای دوست
رخ تو در نظر من چنین خوشش آراست
(بیات راجع)
چنین که صومعه آلوده شد ز خون دلم
چنین که صومعه آلوده شد ز خون دلم
گرش به باده بشویید حق به دست شماست
(شُبَیل)
نخفته‌ام ز خیالی که می‌پزد دل من
خمار صد شبه دارم، شرابخانه کجاست؟
(عراق)
از آن به دیر مغانم عزیز می‌دارند
از آن به دیر مغانم عزیز می‌دارند
که آتشی که نمیرد همیشه در دل ماست
(نهیب)
چه ساز بود که در پرده می‌زد آن مطرب؟
که رفت عمر و هنوزم دماغ پر ز هواست 
(شوشتری و فرود همایون)
ندای عشق تو دوشم در اندرون دادند
فضای سینهٔ حافظ هنوز پر ز صداست
فضای سینهٔ حافظ هنوز پر ز صداست

### باد صبا (تصنیف)
شعر: ملک‌الشعرای بهار / آهنگساز: حسام‌السلطنه مراد / تنظیم: مجید درخشانی – آواز شوشتری / شعر: غزل سعدی / مدت: ۸:۴۰
شعر: ملک‌الشعرای بهار
باد صبا بر گل گذر کن، گل گذر کن، گل گذر کن
و از حال گل ما را خبر کن
با مدعی کمتر بنشین
نازنین، ای مه‌جبین
بیچاره عاشق، ناله تا کی، ناله تا کی
یا دل مده یا ترک سر کن، ترک سر کن
شد خون‌فشان چشم تر من
پُر خونِ دل شد ساغر من
ای یار عزیز، مطبوع و تمیز
در فصل بهار، با ما مستیز
آخر گذشت آب از سر من
ببین چشم تر من، ببین چشم تر من، ببین چشم تر من
شعر: غزل سعدی
(شوشتری)
تو را نادیدن ما غم نباشد
که در خیلت به از ما کم نباشد (شوشتری)
من از دست تو در عالم نهم روی
ولیکن چون تو در عالم نباشد (بیداد)
مبادا در جهان دلتنگ رویی
که رویت بیند و خرم نباشد، ای دل ای دل (بیداد)
من اول روز دانستم که این عهد
که با من می‌کنی محکم نباشد (فرود به شوشتری)
مکن یارا دلم مجروح مگذار، مگذار
که هیچم در جهان مرهم نباشد
که هیچم در جهان مرهم نباشد

### چهارمضراببیداد
آهنگساز: مجید درخشانی / مدت: ۴:۳۲

### گفتم آهن دلی کنم چندی
شعر: غزل سعدی / مدت: ۸:۵۳
(بیداد)
گفتم آهن دلی کنم چندی
ندهم دل به هیچ دلبندی
ندهم دل به هیچ دلبندی
(بیات راجع)
وان که را دیده در جمال تو رفت
هرگزش گوش نشنود پندی 
(عشاق)
خاصه ما را که در ازل بوده‌ست
با تو آمیزشی و پیوندی
(عشاق)
یک دم آخر حجاب یک سو نه
تا برآساید آرزومندی
یک دم آخر حجاب یک سو نه، حجاب یک سو نه
تا برآساید آرزومندی
تا برآساید آرزومندی
(درآمد سه گاه)
کاشکی خاک بودمی در راه
کاشکی خاک بودمی در راه
تا مگر سایه بر من افکندی
(جمله دوم درآمد)
چه کند بنده‌ای که از دل و جان
نکند خدمت خداوندی 
(فرود همایون)
سعدیا دور نیک نامی رفت
نوبت عاشقیست یک چندی

### رندان مست (تصنیف)
شعر: غزل مولانا / آهنگساز: مجید درخشانی / مدت: ۶:۱۱
رندان سلامت می‌کنند جان را غلامت می‌کنند

رندان سلامت می‌کنند جان را غلامت می‌کنند
مستی ز جامت می‌کنند مستان سلامت می‌کنند
غوغای روحانی نگر سیلاب طوفانی نگر
خورشید ربانی نگر مستان سلامت می‌کنند
خورشید ربانی نگر مستان سلامت می‌کنند
ای آرزوی آرزو آن پرده را بردار از او

ای آرزوی آرزو آن پرده را بردار از او
من کس نمی‌دانم جز او مستان سلامت می‌کنند
آن دام آدم را بگو وان جان عالم را بگو
وان یار و همدم را بگو مستان سلامت می‌کنند

آن دام آدم را بگو وان جان عالم را بگو
وان یار و همدم را بگو مستان سلامت می‌کنند
ای ابر خوش باران بیا ای مستی یاران بیا
وی شاه طراران بیا مستان سلامت می‌کنند
رندان سلامت می‌کنند جان را غلامت می‌کنند
مستی ز جامت می‌کنند مستان سلامت می‌کنند

## نوازندگان
- محمدرضا ابراهیمی – عود
- سپیده خداوردی - شهبانگ
- حامد افشاری – قیچک باس
- مهدی امینی – رباب
- رادمان توکلی – تار
- سینا جهان‌آبادی – کمانچه
- مجید درخشانی – تار
- حسین رضایی‌نیا – دف، دایره
- مژگان شجریان – سه‌تار
- رامین صفایی – سنتور
- شاهو عندلیبی – نی
- حمید قنبری – تنبک
- کاوه معتمدیان – کمانچه
- مهرداد ناصحی – قیچک آلتو، صراحی

## دیگر عوامل
- ناظر ضبط: سینا جهان‌آبادی
- میکس: محمدرضا شجریان
- صدابرداری و مسترینگ: آرمین کارباف، مهرناز محبتی
- طراح گرافیک: مژگان شجریان
- عکس: علیرضا سلطانی، علی تبریزی